# 天主教谢德尔采教区
天主教謝德爾采教區（拉丁語：Dioecesis Siedlecensis）是波蘭一個羅馬天主教教區。教座位於謝德爾采。屬盧布林總教區。
成立於1818年6月30日，1867年5月22日被沙皇亞歷山大二世撤銷，併入盧布林教區。1918年9月24日恢復，名為波德拉謝教區。1925年1月25日易名至今。
2011年，在當地737,600人口中，有教友726,600人，佔轄區總人口98.5%、245個堂區、656名司鐸、95名修士、297名修女。現任主教為茲比格涅夫·凱爾尼科夫斯基。